# Bahnhof München-Moosach
Der Bahnhof München-Moosach ist ein Bahnhof im Münchner Stadtteil Moosach. Vor dem Bahnhof befindet sich eine Straßenbahn-Endhaltestelle beim Bunzlauer Platz, unterirdisch ein Bahnhof für die Münchner U-Bahn.

## Oberirdischer Bahnhof

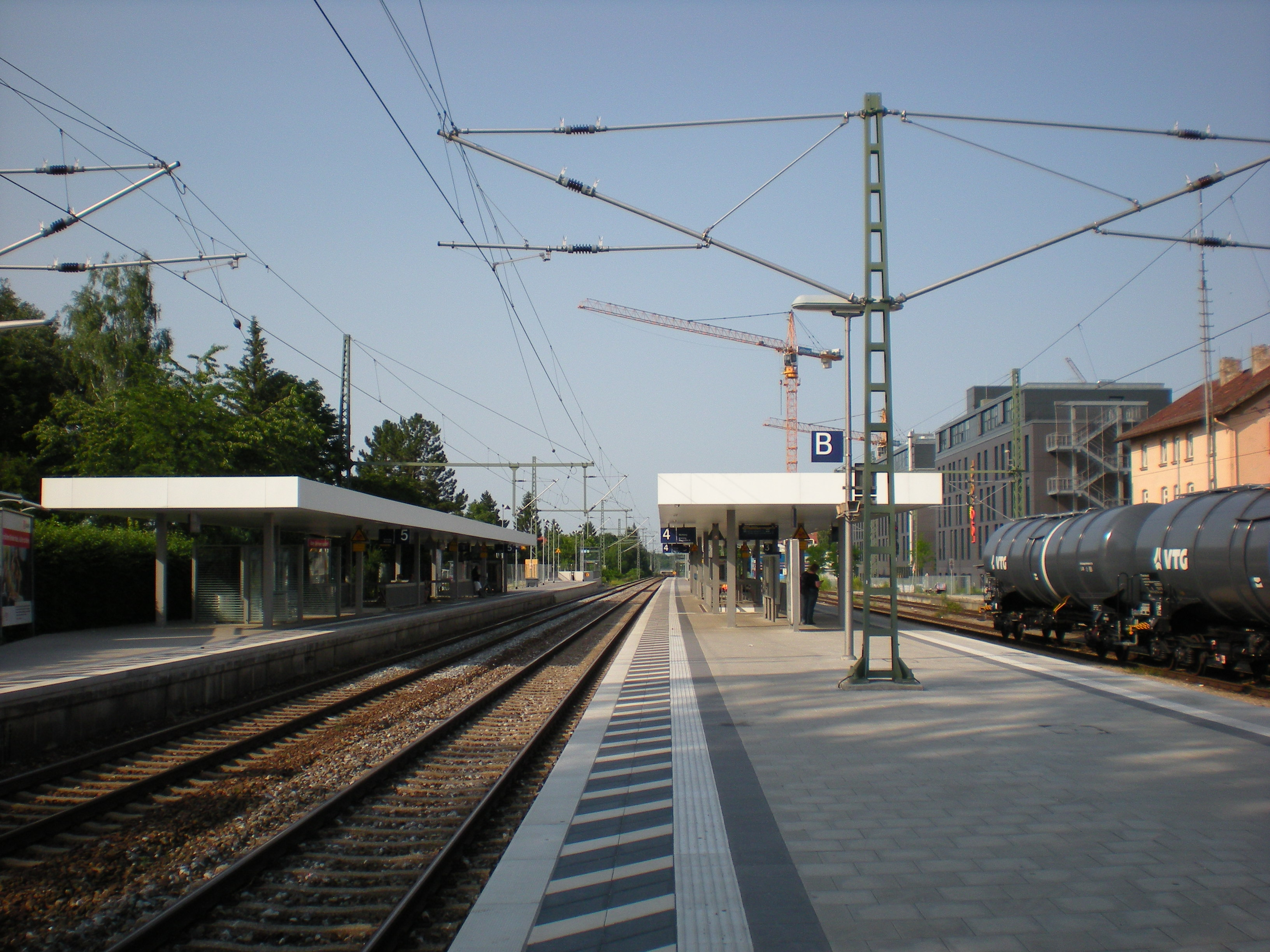
Bahnsteige des S-Bahnhofs Moosach

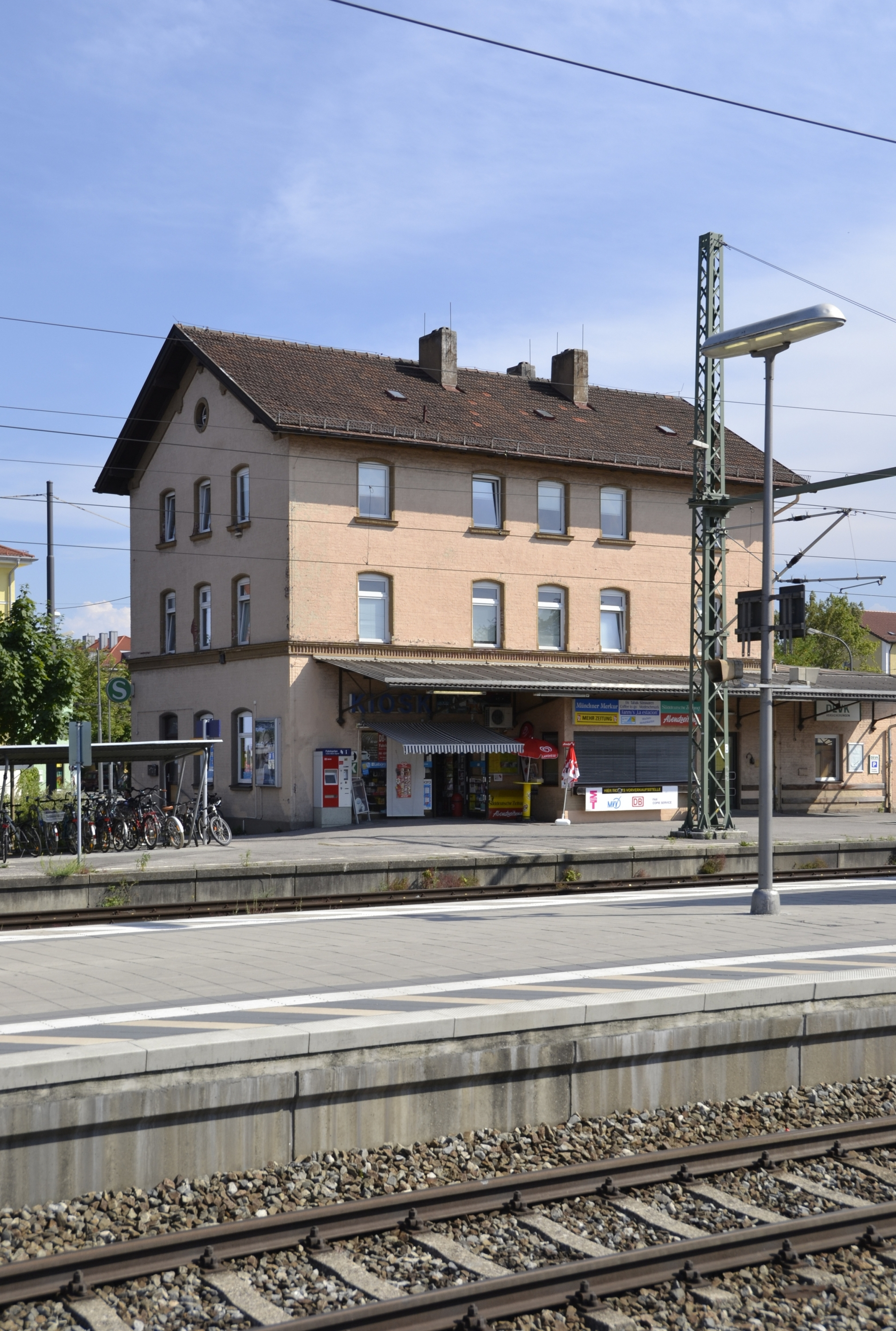
Empfangsgebäude von der Gleisseite

### Lage
Der Bahnhof Moosach liegt an der Bahnstrecke München–Regensburg. Von dieser zweigt im Bahnhof eine eingleisige Verbindungsstrecke zum Münchner Nordring und damit zum Rangierbahnhof München Nord ab.

### Geschichte
Am 3. November 1858 eröffnete die Königlich privilegirte Actiengesellschaft der bayerischen Ostbahnen die Bahnstrecke München–Landshut, die ein Jahr später bis Regensburg verlängert wurde. Die damals noch selbstständige Gemeinde Moosach erhielt keinen Bahnhof. Am 28. September 1892 wurde die zuvor durch die Landshuter Allee geführte Trasse südlich von Moosach über den Bahnhof München-Laim östlich des Nymphenburger Parks verlegt. Die Trasse wurde zweigleisig ausgeführt und ein neuer Bahnhof in Moosach bei München eingerichtet und am 1. Dezember 1892 eröffnet. Am 1. Oktober 1901 wurde vom Bahnhof aus eine Lokalbahn für den Güterverkehr nach München-Schwabing eröffnet. Aus dieser Strecke entwickelte sich später der Münchner Nordring. Nach der Eingemeindung Moosachs im Jahr 1913 wurde der Bahnhof Moosach in München-Moosach umbenannt. Bis zum 21. September 1925 wurde der Bahnhof München-Moosach mit dem Streckenabschnitt von München nach Freising elektrifiziert. 1944 wurde der Bahnhof von täglich 31 Nahverkehrszügen von München nach Freising, Landshut und Regensburg bedient. Bis 1972 wurden die Bahnhofsanlagen umgebaut und auf den kommenden S-Bahn-Betrieb vorbereitet, dabei wurden unter anderem die Bahnsteige auf eine Höhe von 76 Zentimetern gebracht. 1970 nahm die Deutsche Bundesbahn am Bahnhof Moosach ein neues Spurplandrucktastenstellwerk in Betrieb. Seit der Eröffnung des S-Bahn-Systems im Jahr 1972 wird der Bahnhof im 20-Minuten-Takt von der S-Bahn-Linie S1 bedient, zudem halten weiterhin noch einzelne Nahverkehrszüge im Bahnhof. 1995 stellte die Deutsche Bahn die Güterverladung am Bahnhof Moosach ein und verlegte sie nach Milbertshofen.
Das Bahnhofsgebäude wurde von der Deutschen Bahn im Jahr 2007 verkauft. Nach einem Eigentümerwechsel 2013 wird seit 2014 über eine Sanierung des Bahnhofsgebäudes diskutiert.

### Gleise und Stellwerk
Am Bahnhof Moosach gibt es drei Bahnsteiggleise. Am Gleis 5 halten die Züge der Linie S1 der Münchner S-Bahn und einige Regionalbahnen in Richtung München. Auf Gleis 4 halten die Züge der S1 in Richtung Freising/Flughafen und die Regionalbahnen über Freising und Moosburg in Richtung Landshut und darüber hinaus. Regional-Express- und alex-Züge passieren den Bahnhof meist ohne Halt. Gleis 3 dient als weiteres Bahnsteiggleis als Ausweichbahnsteig. Gleis 1 und 2 dienen als Zulauf zum Nordring. Der Bahnsteig an den Gleisen 3 und 4 ist 350 Meter lang und 76 cm hoch, der am Gleis 5 ist 400 Meter lang und besitzt ebenfalls eine Höhe von 76 cm.
Die Weichen und Signale des Bahnhofs München-Moosach werden seit 1970 von einem Spurplandrucktastenstellwerk der Bauart Sp Dr S60 von Siemens gestellt. Das Stellwerk mit der Bezeichnung Mmf befindet sich in einem Stellwerksvorbau auf der Gleisseite des Empfangsgebäudes. Der Bahnhof ist mit Lichtsignalen nach dem H/V-Signalsystem ausgestattet.

## U-Bahnhof
Baubeginn der U-Bahn-Strecke vom Olympia-Einkaufszentrum zum Bahnhof Moosach war am 7. Oktober 2004. Erstellt wurde der U-Bahnhof in der Schlitzwand-Deckelbauweise, der Tunnel im Schildvortrieb. Der Bahnhof besitzt keine Säulen und wird von Tageslicht durch Oberlichter und von Einzelleuchten an der Decke beleuchtet. Er wurde am 11. Dezember 2010 eröffnet und bildet derzeit die Endstation der Linie U3.
Die Hintergleiswände bestehen aus weißen Paneelen, auf denen großformatige Abbildungen verschiedener Pflanzen und Tiere angebracht sind. Diese künstlerische Ausgestaltung stammt vom Münchner Künstler Martin Fengel, der die Motive allesamt in Moosach aufgenommen und für die Ausgestaltung stark vergrößert hat. Die Wandhöhe an den Bahnsteigen beträgt 7,80 Meter.

## Straßenbahn und Bus
Am 23. November 1930 wurde die Straßenbahnstrecke nach Moosach eröffnet. Der Bahnhof Moosach ist heute die Endstation der Trambahnlinie 20.
Auf beiden Seiten des Bahnhofs verkehren mehrere Buslinien. Die Metrobuslinie 51 beginnt in Moosach und fährt im Zehnminutentakt zum U-Bahnhof Aidenbachstraße. Außerdem wird der Bahnhof von den Buslinien 162, 163, 169 und 176 der Münchner Verkehrsgesellschaft bedient. In Moosach beginnt die Regionalbuslinie 710 nach Dachau Bahnhof.
Seit Dezember 2018 verkehren außerdem die Expressbusse X35 (im Anfangsjahr X50) Richtung Alte Heide und seit 2019 die Linie X80 Richtung Puchheim.

## Verkehr
| Linie | Verlauf | Takt          |
| ----- | --- | ------------- |
| RE3   | Donau-Isar-Express: München Hbf – München-Moosach – Freising – Landshut (Bay) Hbf – Plattling – Passau Hbf | ein Zug       |
| RB33  | München Hbf – München-Moosach – Freising – Langenbach (Oberbay) – Moosburg – Landshut (Bay) Hbf | einzelne Züge |
| S1    | Freising – Pulling – Neufahrn / Flughafen München – Flughafen Besucherpark – Neufahrn – Eching – Lohhof – Unterschleißheim – Oberschleißheim – Feldmoching – Fasanerie – Moosach – Laim – Hirschgarten – Donnersbergerbrücke – Hackerbrücke – Hauptbahnhof – Karlsplatz (Stachus) – Marienplatz – Isartor – Rosenheimer Platz – Ostbahnhof – Leuchtenbergring | 20 min        |
| U3    | Moosach – (797 m) – Moosacher St.-Martins-Platz – (880 m) – Olympia-Einkaufszentrum – (1416 m) – Oberwiesenfeld – (1061 m) – Olympiazentrum – (944 m) – Petuelring – (832 m) – Scheidplatz – (793 m) – Bonner Platz – (1042 m) – Münchner Freiheit – (579 m) – Giselastraße – (744 m) – Universität – (788 m) – Odeonsplatz – (640 m) – Marienplatz – (884 m) – Sendlinger Tor – (843 m) – Goetheplatz – (677 m) – Poccistraße – (624 m) – Implerstraße – (849 m) – Brudermühlstraße – (1149 m) – Thalkirchen – (1129 m) – Obersendling – (785 m) – Aidenbachstraße – (782 m) – Machtlfinger Straße – (1195 m) – Forstenrieder Allee – (808 m) – Basler Straße – (936 m) – Fürstenried West | 10 min        |